# Паласеррадиминьи
Паласеррадиминьи (полное название — Паласпорт Роберта Серрадиминьи, итал. Palasport Roberta Serradimigni) — крытая спортивная арена, расположенная в итальянском городе Сассари. Вмещает 5000 зрителя. Является домашней ареной для баскетбольного клуба «Динамо», выступающего в Серии А итальянского чемпионата.
Стадион был построен в 1980 году и изначально вмещал в себя 2500 зрителей. В 1992 году после выхода «Динамо» Сассари в серию A2 чемпионата Италии по баскетболу вместимость была увеличена до 4532 зрителей. В 2006 году стадиону было дано имя Роберта Серрадиминьи (итал. Roberta Serradimigni), одного из лучших баскетболистов в истории Сардинии, серебряного призёра чемпионата Европы 1980 года, погибшего в 1996 году в возрасте 32 лет в автомобильной аварии.
Арена располагается в восточной части города на площади Антонио Сеньи (итал. Piazza Antonio Segni), напротив футбольного стадиона «Ванни Санна». Помимо «Динамо» здесь проводят домашние матчи два других баскетбольных клуба из Сассари: «Робур эт Фидес» (итал. Robur et Fides), выступающий в серии B, и «Анмик» (итал. Anmic), выступающий в Серии A1 чемпионата Италии по баскетболу среди инвалидов-колясочников. Ранее здесь также проводились гандбольные и волейбольные матчи, а также соревнования по дзюдо.